# V edició dels Premis MiM
La 5a cerimònia de lliurament dels Premis MiM Series, coneguts com a Premis MiM 2017, va tenir lloc a l'Hotel EM - Reina Victoria de Madrid el 18 de desembre de 2017. La presentadora de la gala, va ser l'actriu Eva Isanta.

## Preparació

### Jurat
El jurat va estar compost pels actors Lydia Bosch i José Luis García Pérez, la periodista Mariola Cubells, el guionista i productor Carlos Clavijo i el president de l'Associació de Festivals Audiovisuals d'Andalusia, Enrique Iznaola, qui van ser els encarregat d'establir el palmarès definitiu.

## Nominats i guanyadors
Els nominats finalistes es van donar a conèixer el 25 de novembre del 2017.

### Categories Generals
| Millor DAMA a la millor sèrie dramàtica | Millor DAMA a la millor sèrie de comèdia |
| --- | --- |
| - Sé quién eres ‡ - Estoy vivo - La casa de papel - Tiempos de guerra                                                                                | - Allí abajo - Ella es tu padre - La que se avecina - Olmos y Robles                                                                                               |
| Premi DAMA a la millor minisèrie o tv-movie | Premi DAMA a la millor sèrie diària |
| - La sonata del silencio ‡ - Lo que escondían sus ojos - El incidente - 22 ángeles                                                                   | N/A |
| Premi MIM a la millor interpretació femenina de drama                                                                                                | Premi MIM a la millor interpretació masculina de drama |
| - Blanca Portillo per Sé quién eres ‡ - Alicia Borrachero per Tiempos de guerra - Úrsula Corberó per La casa de papel - Anna Castillo per Estoy vivo | - Javier Gutiérrez per Estoy vivo ‡ - Álex García per Tiempos de guerra - Eduardo Noriega per La sonata del silencio - Nacho Fresneda per El ministerio del tiempo |
| Premi MIM a la millor interpretació femenina de comèdia                                                                                              | Premi MIM a la millor interpretació masculina de comèdia |
| - Eva Isanta per La que se avecina ≠ - Mari Paz Sayago per Allí abajo - Macarena Gómez per La que se avecina - Belén Cuesta per Ella es tu padre     | - Salva Reina per Allí abajo ‡ - Pablo Chiapella per La que se avecina - Carlos Santos per Ella es tu padre - Jon Plazaola per Allí abajo                          |
| Premi MIM a la millor direcció | Premi MIM al millor guió |
| - La casa de papel ‡ - Estoy vivo - Sé quién eres - Pulsaciones                                                                                      | - Estoy vivo ‡ - La que se avecina - Sé quién eres - Tiempos de guerra                                                                                             |

### Categories Específiques
- PREMI ESPECIAL a la Contribució Artística en la Ficció Televisiva: Paco Tous[3]
- PREMI NOU TALENT: María Pedraza[6]

## Múltiples nominacions i premis

### Drama
| Sèrie                  | Nominacions |
| ---------------------- | ----------- |
| Sé quien eres          | 4           |
| Estoy vivo             | 4           |
| Tiempos de guerra      | 4           |
| La casa de papel       | 3           |
| La sonata del silencio | 2           |

| Sèrie         | Premis |
| ------------- | ------ |
| Sé quien eres | 2      |
| Estoy vivo    | 2      |
| Allí abajo    | 2      |

### Comèdia
| Sèrie             | Nominacions |
| ----------------- | ----------- |
| La que se avecina | 5           |
| Allí abajo        | 3           |
| Ella es tu padre  | 3           |